# 萌えみのり
萌えみのり（もえみのり、登録名水稲農林416号）は日本のイネの栽培品種のひとつ。良質・良食味で耐倒伏性が強く、多収で、直播栽培用品種を育成することを目標に、はえぬきと南海128号を交配して作られた。1997年に農研機構（旧東北農業試験場）にて交配され、2006年10月4日に水稲農林416号として命名登録された。春に直播栽培の水田で稲の芽が一斉に萌え出て、秋に多くの米を実らせる様子に因み「萌えみのり」と名付けられた。2017年（平成29年）産米では、岩手県、宮城県、秋田県、山形県、茨城県で産地品種銘柄となっている。

## 特性
草丈および葉色はひとめぼれと同程度であり、スケールは「中」に分類される。稈はやや強く短い形態をしており、耐倒伏性に長けている。成熟期はひとめぼれやはえぬきと比べて1から3日早い「中生の晩」に属する。黒田らによって2006年に実施されたあきたこまちとの比較では一株あたりの穂数や穂重増加量に違いが見られ、多収性品種としての特性を備えていた。また、食味特性としてはあきたこまち、ひとめぼれ、はえぬきなどと同じ「上中」と評価されている。
育てやすい品種であり、種もみを直接田んぼに蒔くという雑なやり方でも、良く育つ。味に癖がなく、どんな料理にも使いやすいため、外食やコンビニなどで使われる「業務用米」としての需要が高い。

## 鹿角の萌えみのり
2009年から発売を開始した同品種のブランド「鹿角の萌えみのり」は声優の茅原実里、イラストレーターの玖珂つかさらと協業して萌えみのりのイメージキャラクター「みのりん」を誕生させた。この結果、萌えみのりは萌え米のひとつとして広く認知されるようになった。